# Palaeomystella tavaresi
Palaeomystella tavaresi is een vlinder uit de familie wilgenroosjesmotten (Momphidae). De wetenschappelijke naam van de soort is voor het eerst geldig gepubliceerd in 2014 door Gilson R.P. Moreira & Vitor O. Becker.

## Type
- holotype: "male, 15–21.X.2013, leg. G.R.P. Moreira"
- instituut: DZUP, Curitiba, Brazilië
- typelocatie: "Brazilië, Reserva Serra Bonita, 15°23'30"S, 39°33'57"W, 832 m"